# Koroni
Koroni  este un oraș în Grecia în Prefectura Messinia.